# اینگرید اولاوا
اینگرید اولاوا (نروژی: Ingrid Olava؛ زادهٔ ۱۸ مارس ۱۹۸۱) یک موسیقی‌دان اهل نروژ است.
از فیلم‌ها یا مجموعه‌های تلویزیونی که وی در آن‌ها نقش داشته است، می‌توان به لیلیهامر اشاره نمود.